# User Datagram Protocol
A User Datagram Protocol (UDP) az internet egyik alapprotokollja. Feladata ún. kapcsolat nélküli (angolul connectionless) datagram alapú szolgáltatás biztosítása, azaz rövid, gyors üzenetek küldése. Jellemzően akkor használják, amikor a gyorsaság fontosabb a megbízhatóságnál, mert az UDP nem garantálja sem az átvitel hibamentességét sem a csomag megérkezését. Ilyen szolgáltatások például a DNS, a valós idejű multimédia átvitelek, vagy a hálózati játékok.

## Az UDP csomag szerkezete
```
0      7 8     15 16    23 24    31
+--------+--------+--------+--------+
|     Forrás      |       Cél       |
|      Port       |      Port       |
+--------+--------+--------+--------+
|                 |                 |
|     Hossz       | Ellenőrző összeg|
+--------+--------+--------+--------+
|
|              Adat …
+---------------- …
(kép forrása az 
RFC 768
)
```

A mezők leírása
Forrás port: A küldő (forrás) alkalmazás portjának száma 16 biten ábrázolva
Cél port: A vevő portjának száma.
Hossz: A csomag hosszát adja meg (fejléc + adatmező). (Az adatmező változó hosszúságú lehet.) A csomag minimális mérete 8 bájt, ekkor csak fejlécet tartalmaz.
Ellenőrző összeg: A csomag tartalmának sértetlenségét ellenőrzi. Kiszámolása nem kötelező, ekkor ezt a mezőt 0-ra kell állítani.